# オルブ-シャヴォルネ鉄道
オルブ-シャヴォルネ鉄道（フランス語: Ligne Orbe – Chavornay、ドイツ語: Chemin de fer Orbe–Chavornay）は、スイス・ヴォー州に存在する鉄道路線。1894年に開通した歴史の長い路線で、2022年現在はヴァレ・ド・ジュー-イヴェルドン＝レ＝バン-サン＝クロワ交通、通称「トラヴィス」（Travys）によって運営されている。

## 概要・歴史
1894年に開通した、ヴォー州のオルブ（Orbe）とシャヴォルネ（Chavornay）を結ぶ鉄道路線。同年10月10日の開通時から直流電化（架空電車線方式）が行われており、スイスの標準軌鉄道で初めての電化鉄道となった。開業以降長らくオルブ-シャヴォルネ鉄道会社によって運営されていたが、2003年にヴォー州で交通機関を運営するトラヴィスの傘下になった後、2008年からは同社による運営に切り替えられている。
2022年現在もスイス連邦鉄道と接続するシャヴォルネ駅からオルブ駅を結ぶ旅客輸送が行われている他、沿線の工場へ向かう貨物列車も運行している。区間内にはレ・グランド（Les Grandes）、セントエロイ（St-Eloi）という2つの途中駅が存在する。

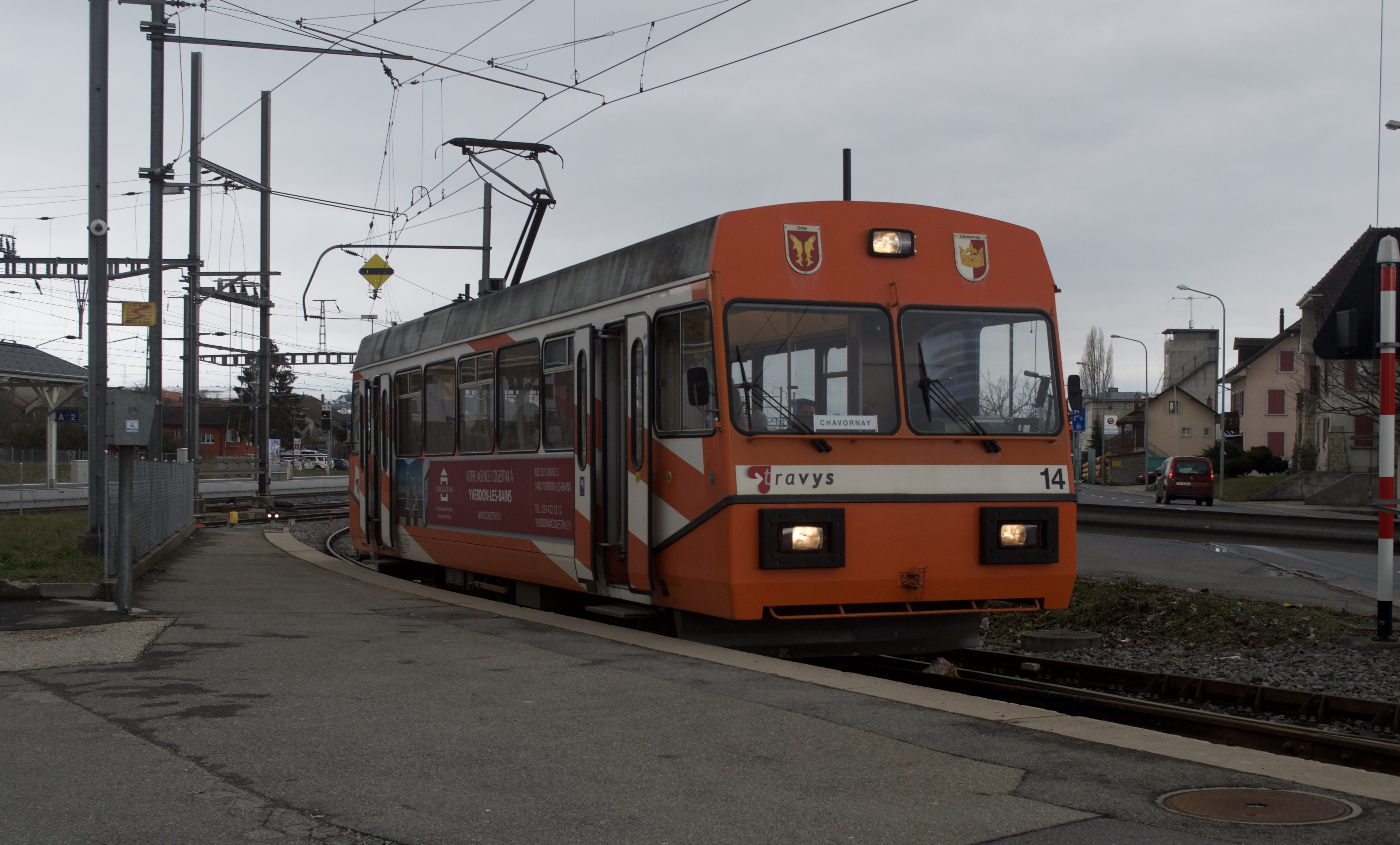
シャヴォルネ駅
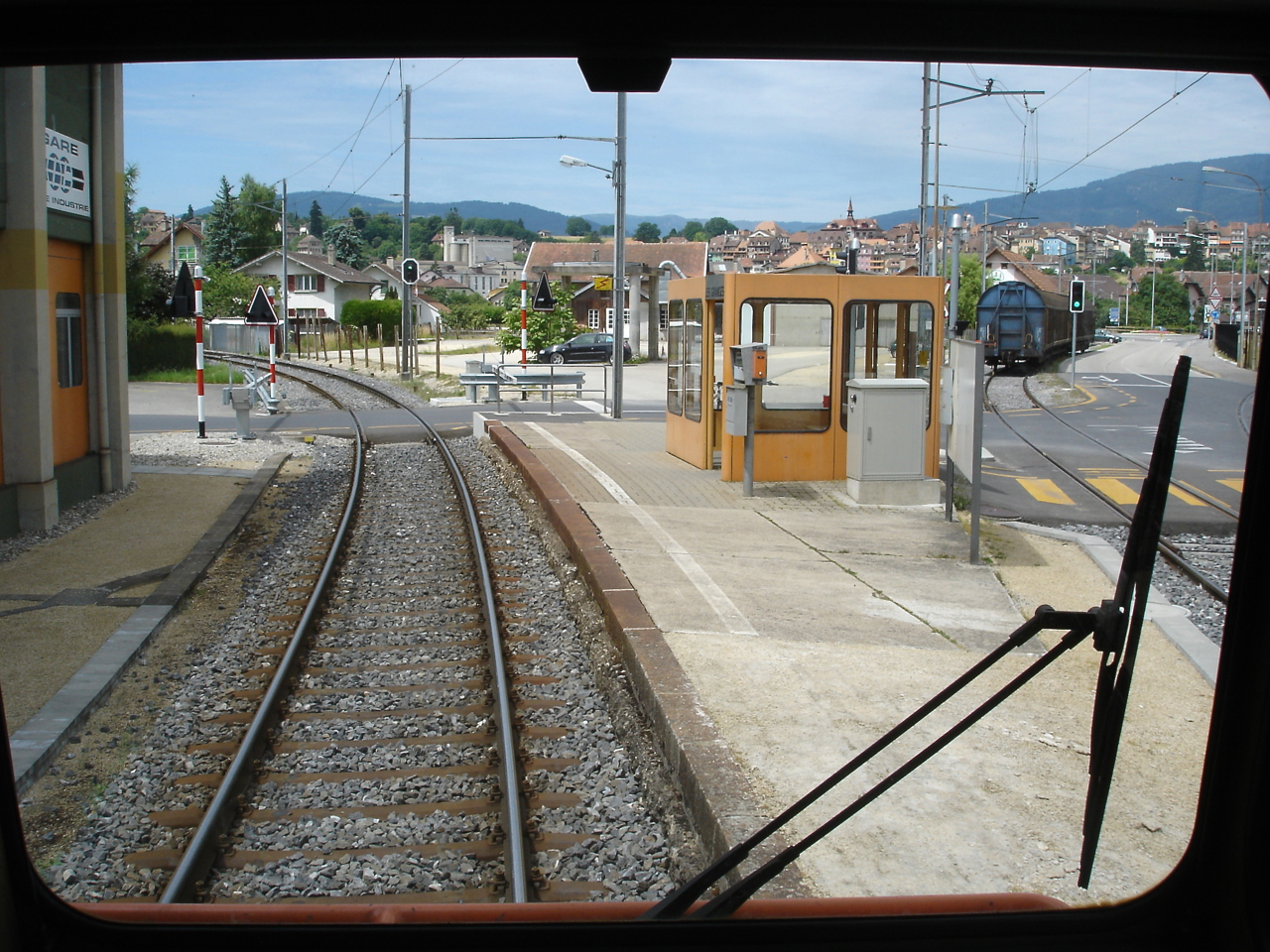
レ・グランド駅
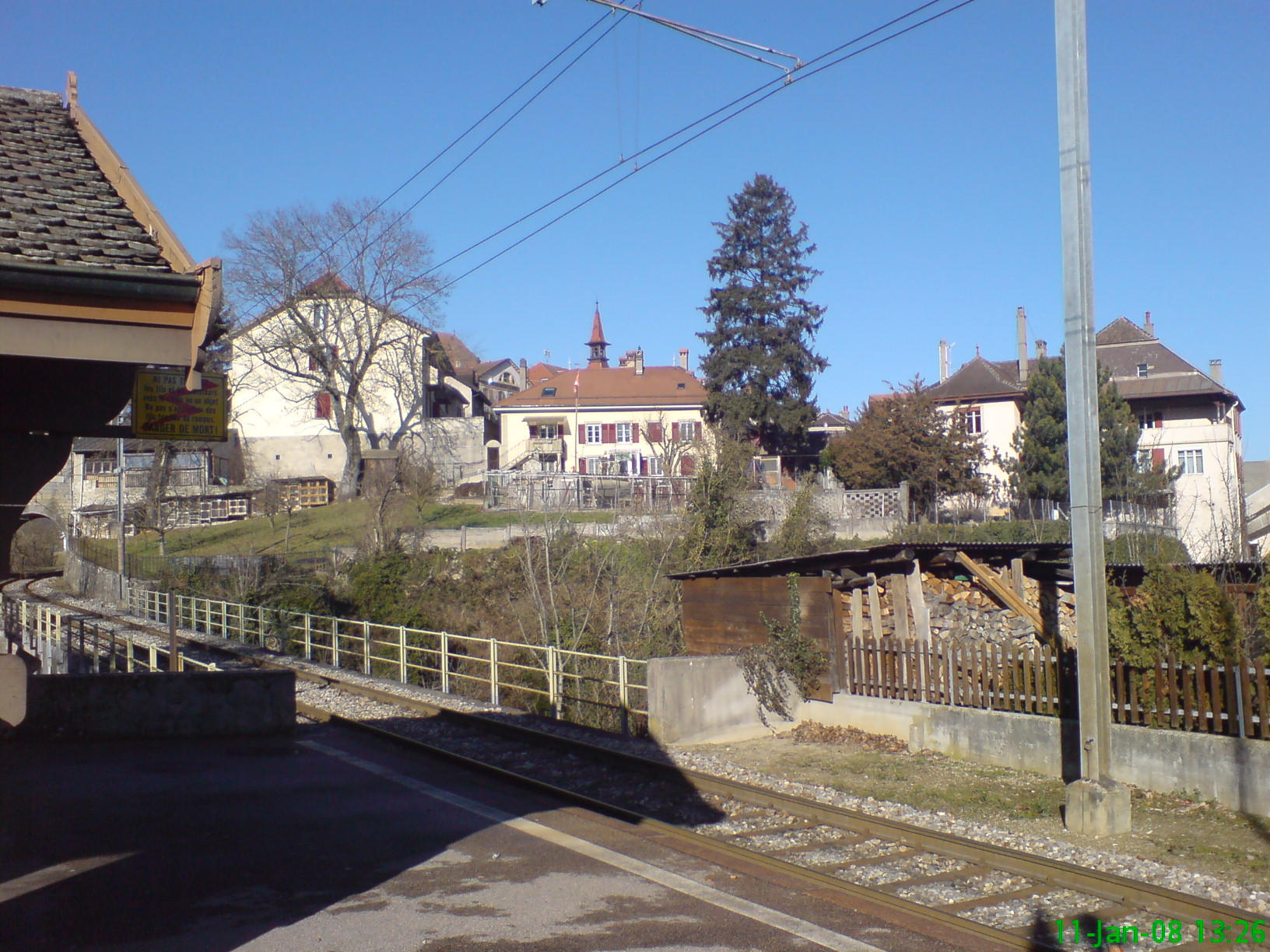
セントエロイ駅
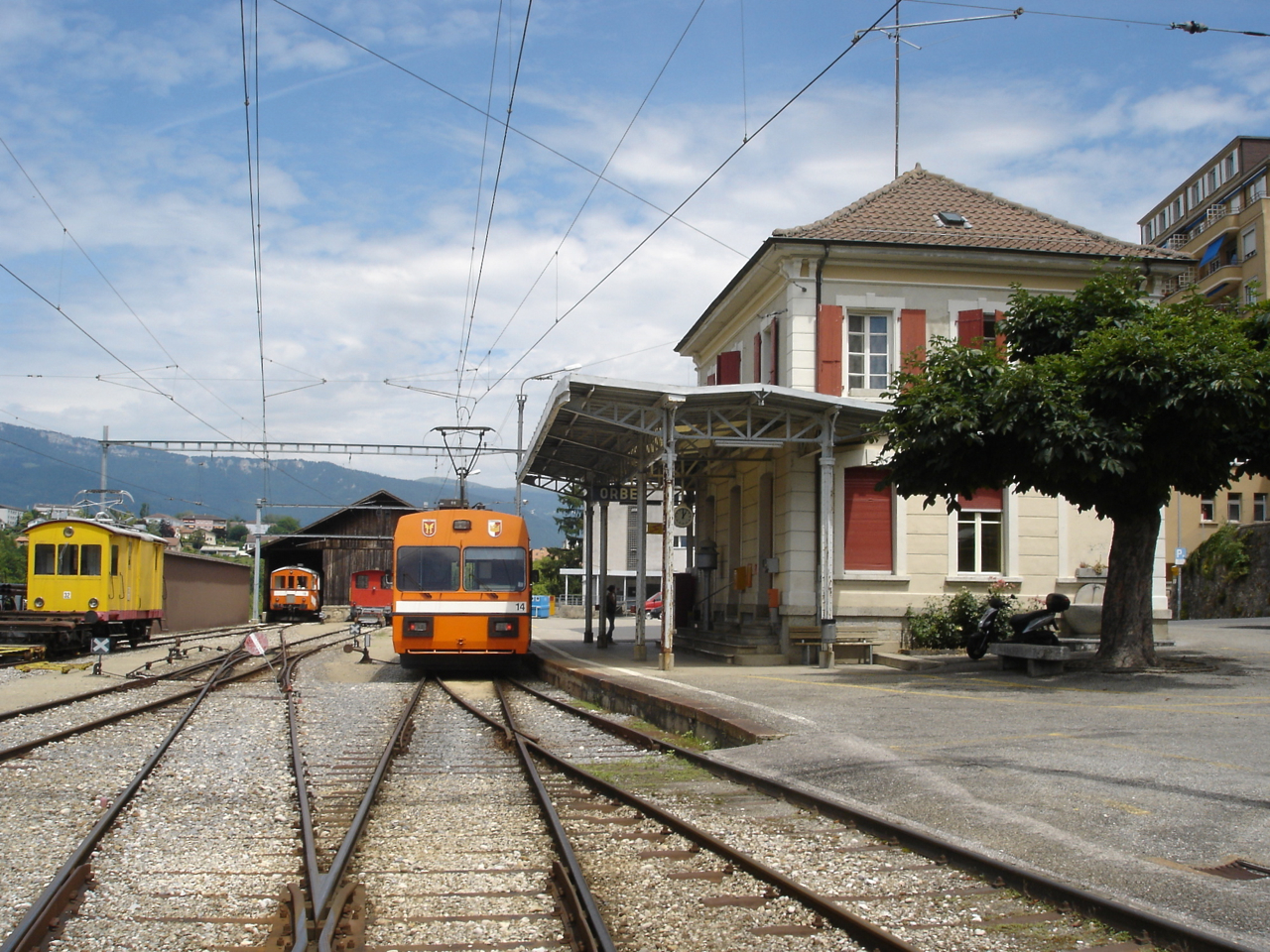
オルブ駅

## 車両
2022年7月以降、オルブ-シャヴォルネ鉄道で旅客輸送に使用されているのはドイツ・カールスルーエのトラムトレインであるカールスルーエ・シュタットバーンで使用されていた2両の3車体連接車（GT8-100C/2S形）である。2021年までは1990年製の2軸車であったBe 2/2形（14）、前年の2020年まではジルタール・チューリッヒ・ユトリベルク鉄道（SZU）から譲渡された車両が使用されていたが、前者は故障によって運用を離脱し、後者も同年までに解体されため、一時的に使用可能な旅客車両が皆無となり上記の3車体連接車の譲受まで路線バスによる代行運転が実施されていた経緯を持つ。

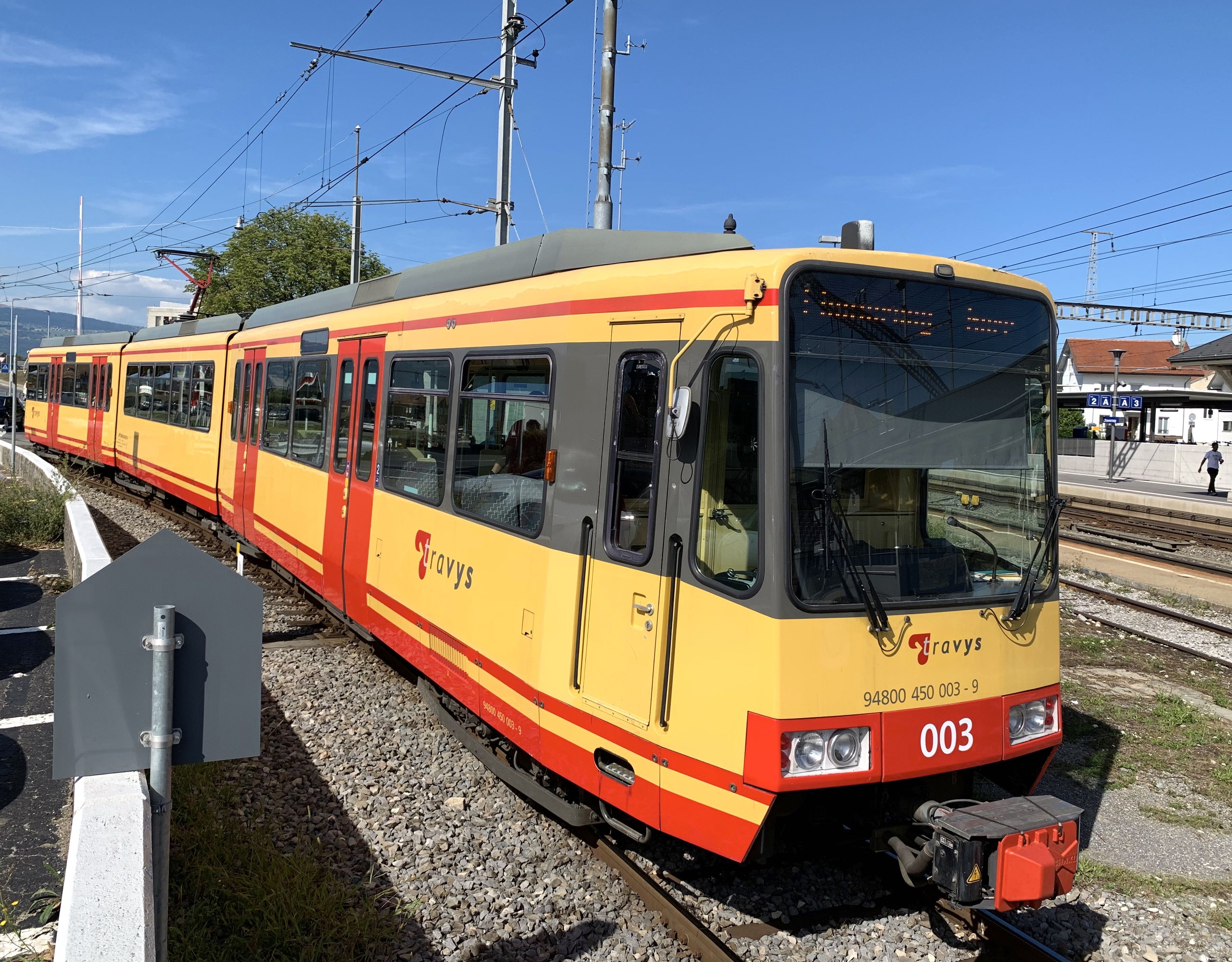
カールスルーエ・シュタットバーンからの譲渡車両（2022年撮影）
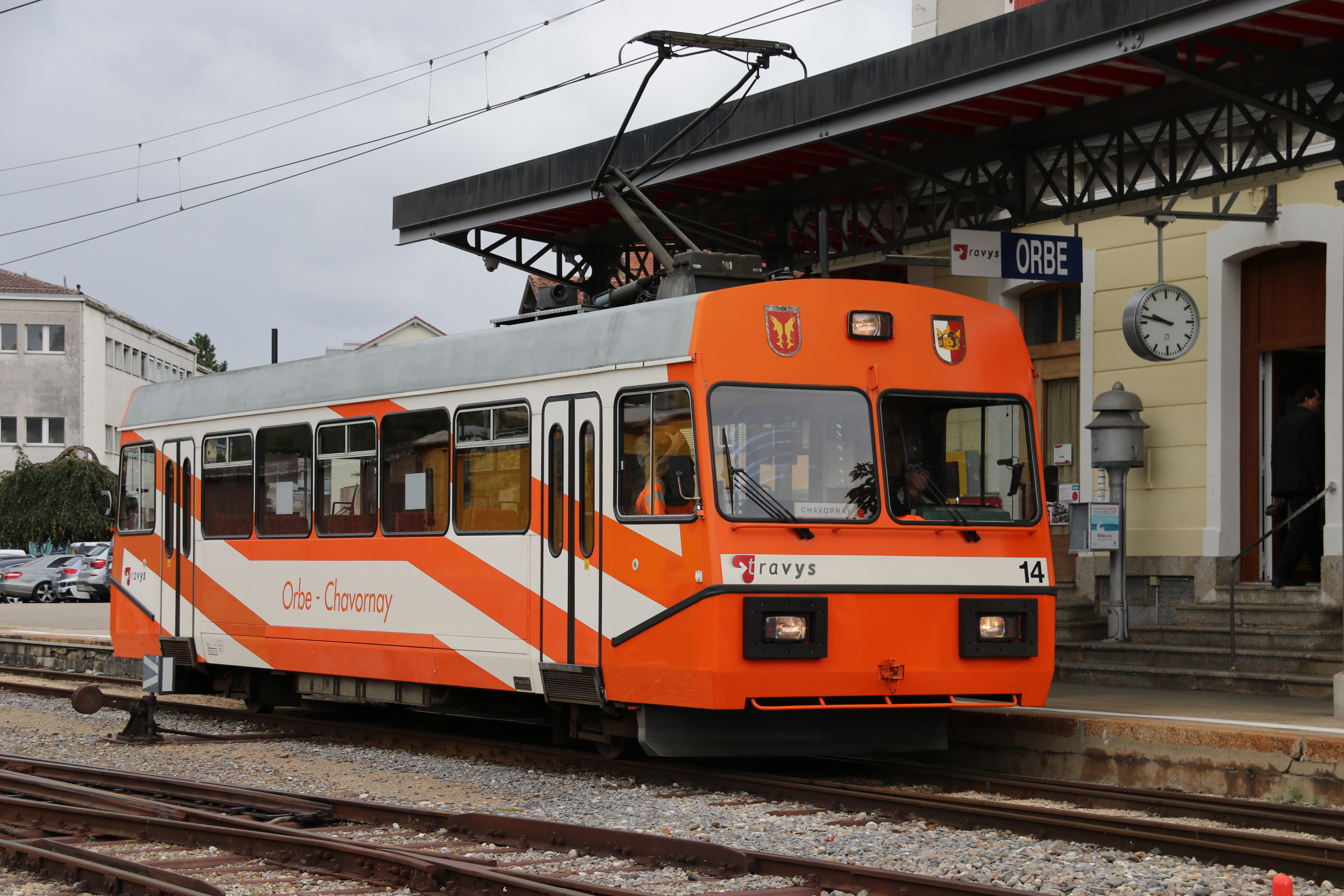
1990年に製造された2軸車のBe 2/2形（2019年撮影）
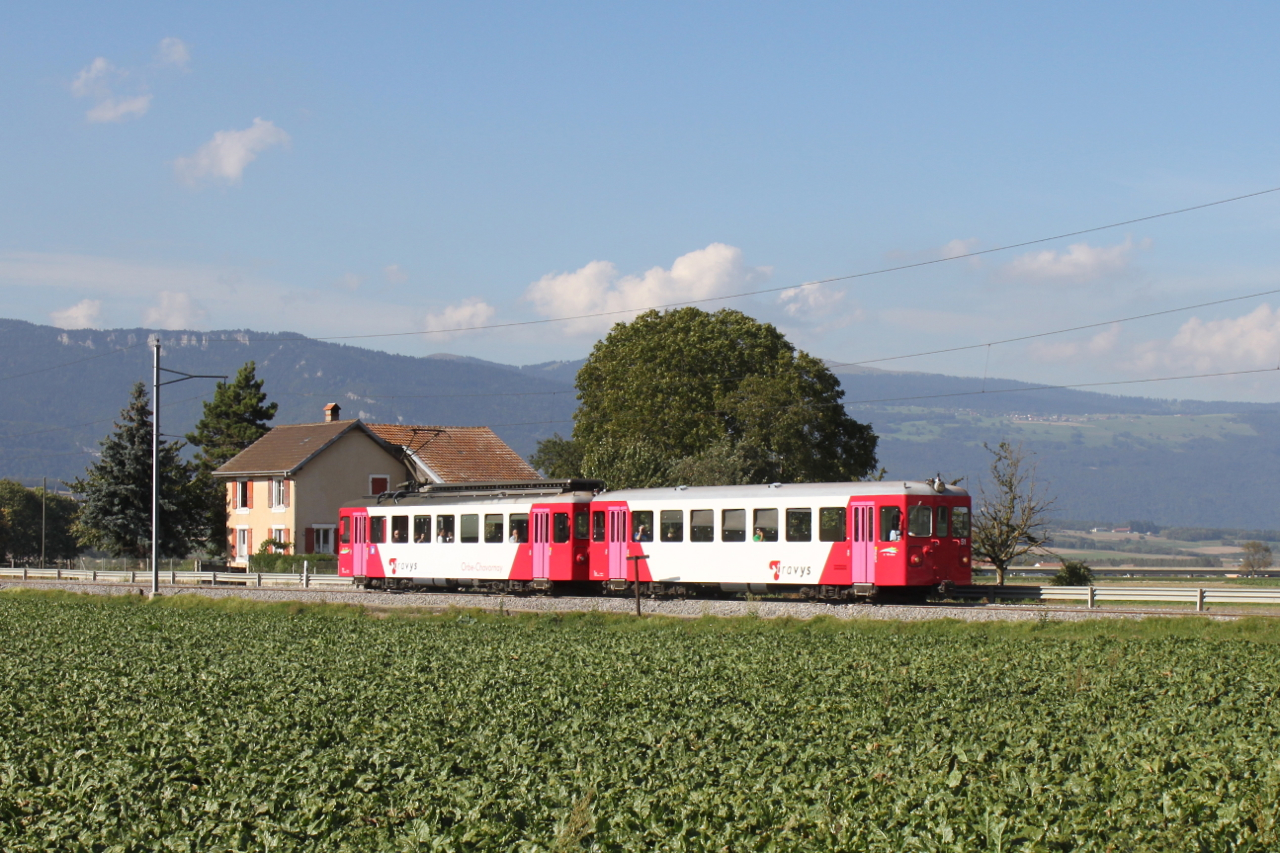
ジルタール・チューリッヒ・ユトリベルク鉄道から譲渡された電車（2010年撮影）

これら以外にも2両の電気機関車と1両のディーゼル機関車が貨物列車用に在籍する他、過去に使用された一部の車両がドイツの鉄道博物館で動態保存されている。

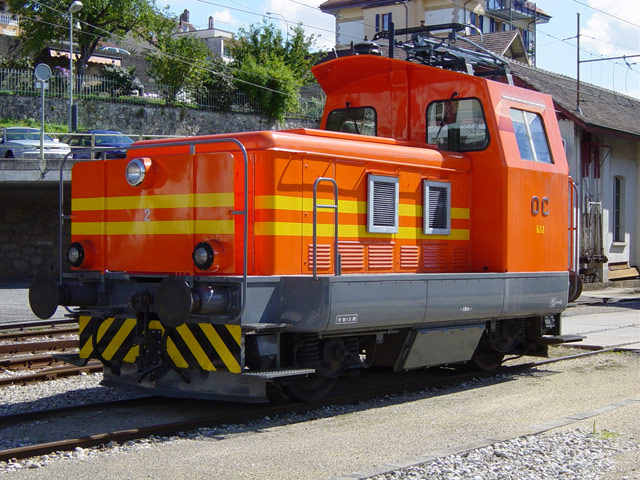
電気機関車のEe 2/2形（2004年撮影）
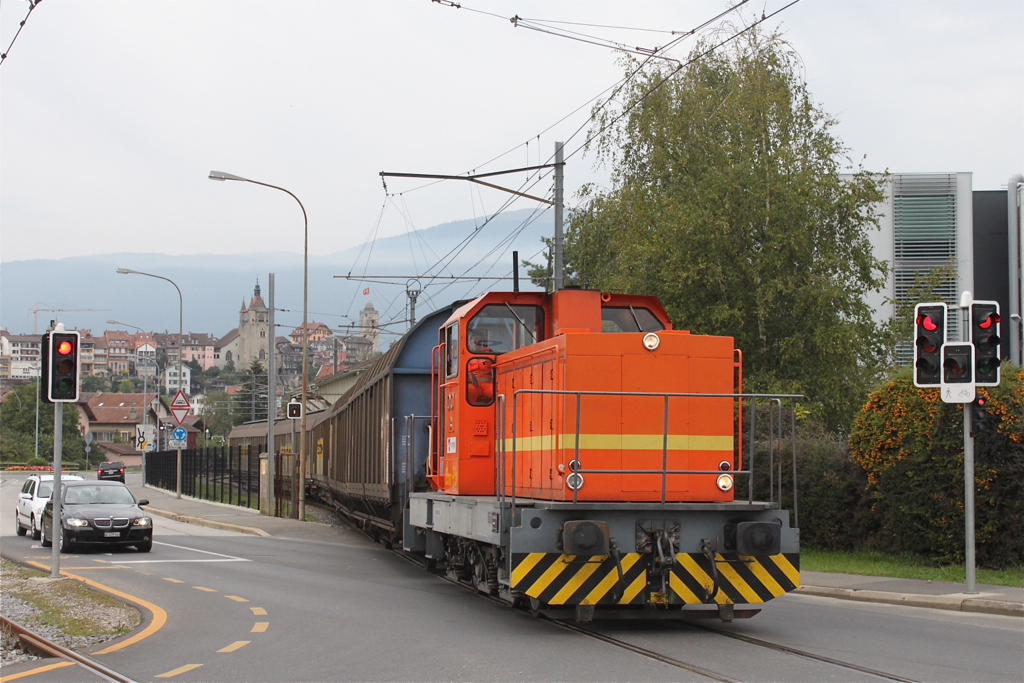
ディーゼル機関車のEm 3/3形（2006年撮影）
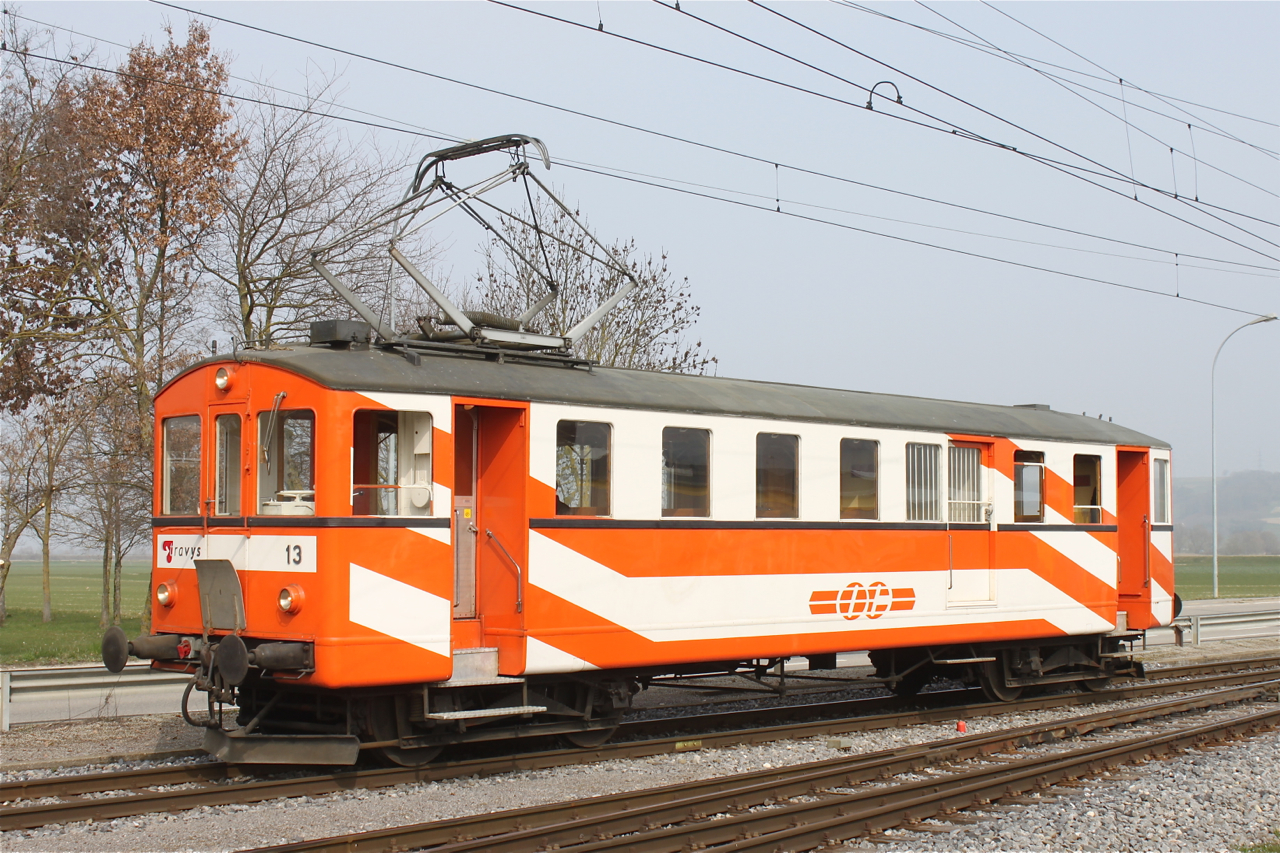
1920年製のBDe 4/4形電車（13）は2013年まで営業運転に使用された後ドイツの博物館で保存されている（2006年撮影）

## 今後の予定
2022年現在、トラヴィスはオルブ-シャヴォルネ鉄道について駅舎のバリアフリー化、安全設備の更新、道路との立体交差の敷設といった近代化工事を進めている。また、架線の電圧についてもスイス連邦鉄道に合わせた交流15 kV 16.7 Hzに変換され、将来はローザンヌへの旅客列車の直通運転が実施される事になっている。